# Gloster Sparrowhawk
El Gloster Sparrowhawk fue un avión de caza monoplaza diseñado y producido a principios de la década de 1920 por el constructor de aviones británico Gloster.
Fue desarrollado por el diseñador aeronáutico Henry Folland, que se había incorporado recientemente a Gloster tras la liquidación de Nieuport & General. Folland utilizó el anterior caza Nieuport Nighthawk como base para el nuevo avión. El Sparrowhawk se desarrolló como caza naval y avión de entrenamiento en respuesta a las necesidades de la Armada Imperial Japonesa, que buscaba desarrollar su arma aérea naval con la asistencia británica a través de la Misión Sempill. Gloster completó un total de 50 aviones en los seis meses siguientes a la emisión del pedido, mientras que otros 40 se ensamblaron localmente en Japón, en el Arsenal Técnico Aeronaval de Yokosuka.
El Sparrowhawk fue operado por la Armada Japonesa entre 1921 y 1928. Inicialmente se utilizó a bordo de grandes buques de guerra, pero fue rápidamente desplazado de sus funciones a bordo tras la llegada de cazas embarcados más capaces, como el caza Mitsubishi 1MF, construido específicamente para este fin. En sus últimos años, el Sparrowhawk se utilizó exclusivamente como avión de entrenamiento en tierra, antes de ser reemplazado también en esta función. Gloster construyó un Sparrowhawk II como avión de demostración civil, utilizado en carreras aéreas, y posteriormente se convirtió en el prototipo del Gloster Grouse.

## Diseño y desarrollo

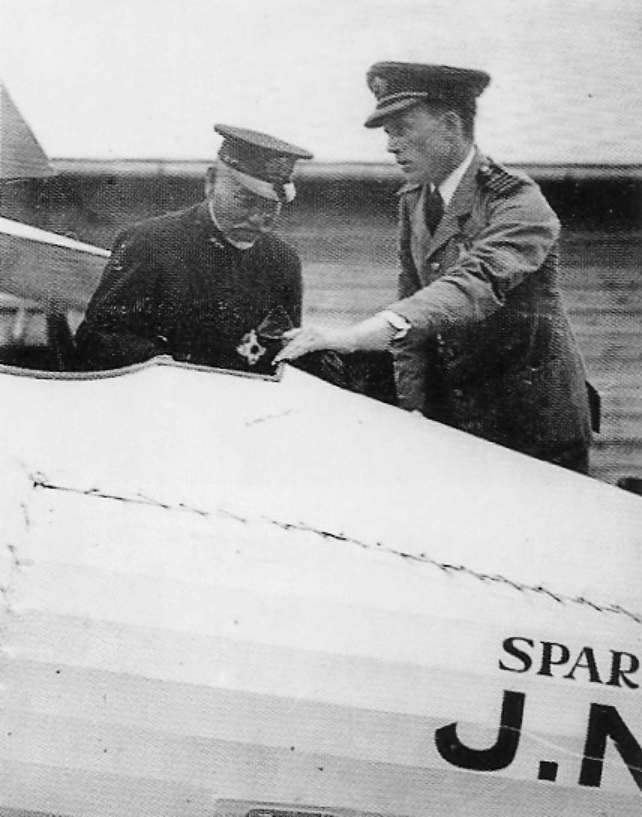
El capitán Sempill muestra un Sparrowhawk al almirante Togo Heihachiro, 1921.

Tras el cierre del constructor de aeronaves británico Nieuport & General en 1920, la Gloster Aircraft Company contrató rápidamente los servicios de su diseñador jefe, Henry Folland. Esta firma también adquirió los derechos del caza Nighthawk de Nieuport, un diseño prometedor que se había visto perjudicado por el uso del poco fiable motor radial ABC Dragonfly. Folland utilizó el Nighthawk como base para una serie de desarrollos, conocidos como la serie Gloster Mars, que incluía tanto aviones de carreras como de caza.
Durante muchos años, tras el fin de la Primera Guerra Mundial, el Ministerio del Aire mostró una aparente falta de interés en la adquisición de nuevas aeronaves militares, por lo que los constructores británicos de aeronaves buscaron otros clientes potenciales, incluyendo las compañías aéreas de varios otros países. En enero de 1921, Gran Bretaña envió la Misión Sempill a Japón, donde asesoró a los japoneses en el desarrollo de una Fuerza Aérea Naval para la Armada Imperial Japonesa. Se determinó que el Gloster cumplía con los requisitos de la Armada japonesa, que buscaba un caza monoplaza de alto rendimiento. Este caza, llamado Sparrowhawk, se basaba en gran medida en el anterior Nighthawk, con numerosas modificaciones para su navalización, entre otras características.
El Sparrowhawk compartía una construcción similar al Nighthawk, incluyendo un fuselaje con arriostramientos internos y una estructura de vigas de madera. Tanto los larguerillos como los largueros principales estaban compuestos de fresno; se hizo un uso limitado de metal en elementos como las placas de unión entre las alas y el fuselaje. En lugar de pernos convencionales, se utilizaron remaches tubulares. Entre las numerosas mejoras realizadas estaba la sustitución del motor Dragonfly original por el motor rotativo Bentley B.R.2. Sólo el modelo Sparrowhawk III fue diseñado para realizar operaciones embarcadas; como tal, las aeronaves fueron equipadas con ganchos de detención unidos a los ejes del tren de aterrizaje, así como hidroalas en los soportes del tren para reducir la probabilidad de que la aeronave volcara si fuera necesario realizar un aterrizaje de emergencia en el agua; también se instalaron bolsas de flotación en el fuselaje para ayudar en esta misma eventualidad.
La construcción del Sparrowhawk fue en gran medida alcanzable mediante el uso de las existencias de componentes almacenados de Nighthawk; este enfoque permitió que el pedido de Japón se cumpliera en el espacio de seis meses. El pedido comprendía 50 aviones construidos por Gloster y otros 40 en forma de componentes para su fabricación en el Arsenal Técnico Aeronaval de Yokosuka. De los 50 Sparrowhawk construidos por Gloster, 30 eran cazas terrestres Sparrowhawk I, diez entrenadores avanzados biplaza Sparrowhawk II y los diez restantes fueron completados como cazas embarcados Sparrowhawk III. Los Sparrowhawk III, que eran similares a los 22 cazas embarcados Gloster Nightjar producidos para operar desde los portaaviones de la Marina Real, estaban equipados con el equipo apropiado para su función. Los 40 aviones ensamblados en Yokosuka se completaron como Sparrowhawk I.
Gloster construyó un Sparrowhawk II adicional para su propio uso como demostrador civil. Este avión, matriculado G-EAYN, voló en el Derby Aéreo de 1922 alrededor de Londres y posteriormente se convirtió en el prototipo del Gloster Grouse.

## Historia operacional

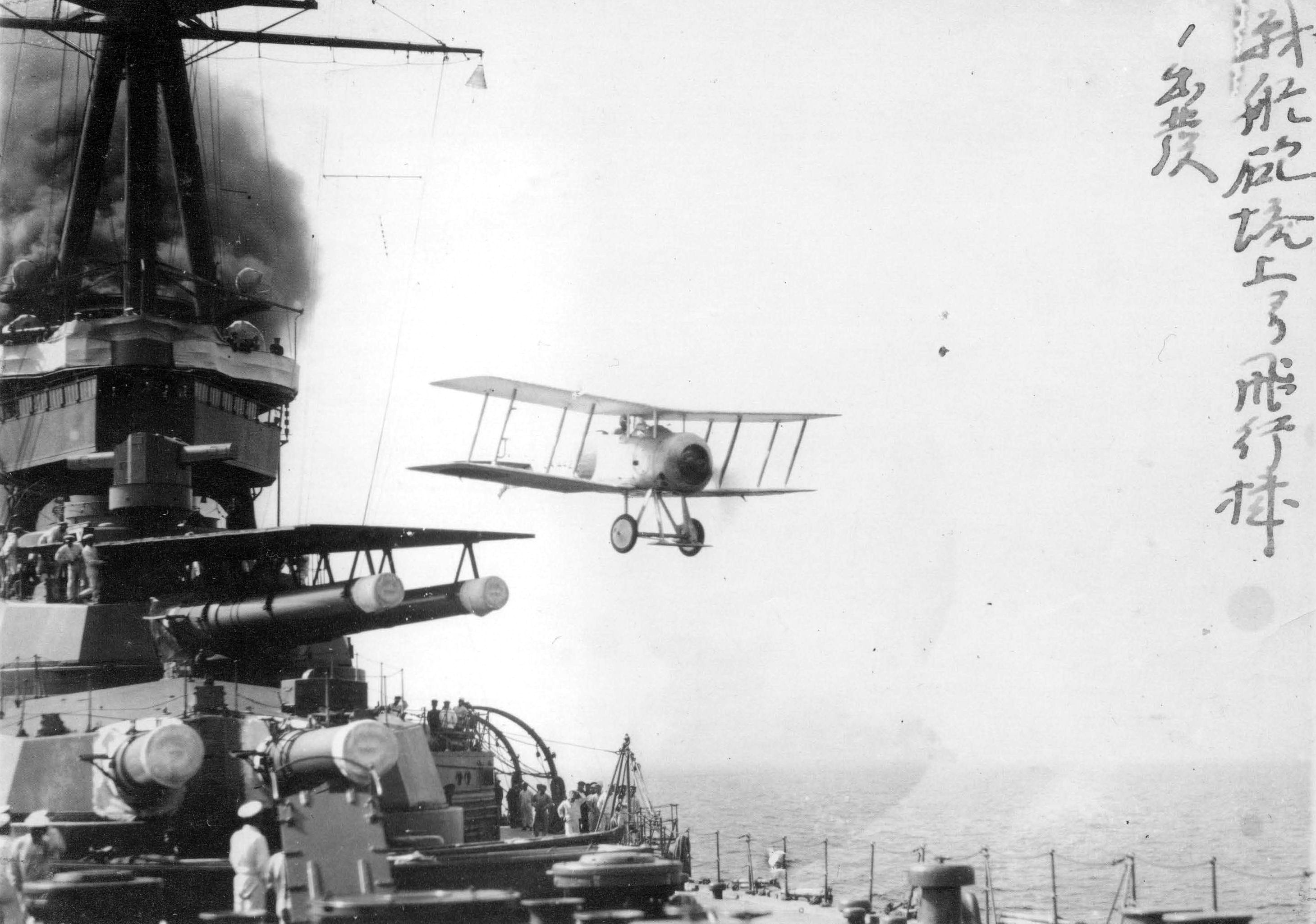
Un Sparrowhawk despegando desde la plataforma de la torreta B del acorazado de la Armada Imperial Japonesa Yamashiro frente a Yokosuka, Japón, el 29 de marzo de 1922.

El Sparrowhawk entró en servicio con la Armada Japonesa en 1921. Según el autor de aviación Derek Jackson, demostró ser un avión bastante fiable en servicio con Japón, además de ser considerablemente más avanzado que sus predecesores de origen francés pilotados por pilotos japoneses antes de su introducción. Para su uso a bordo de los buques de guerra japoneses, se construyeron rampas de madera de 9 metros de largo sobre las torretas de varios buques de guerra. Esto permitió que la rampa se elevara y girara con el movimiento de los cañones, posicionándola para aprovechar los vientos y lanzar el caza.
Inicialmente, los diez Sparrowhawk III se emplearon para realizar operaciones de entrenamiento de vuelo desde rampas construidas en una de las torretas del acorazado Yamashiro, ya que el portaaviones Hōshō aún no estaba listo. Aunque se utilizaron para entrenamiento desde el Yamashiro, los Sparrowhawk nunca fueron operados desde el Hōshō, siendo reemplazado en operaciones embarcadas por el caza Mitsubishi 1MF, diseñado específicamente para este fin, antes de que el Hōshō entrara en servicio. El Sparrowhawk continuó en servicio desde bases costeras hasta 1928, cuando fue retirado del servicio como avión de entrenamiento.

## Variantes

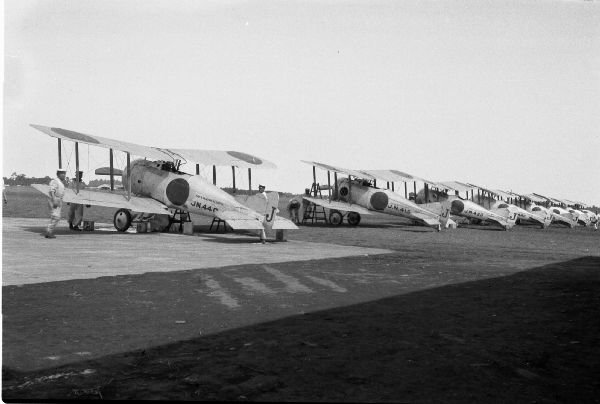
Múltiples Sparrowhawk alineados en el aeródromo de Kasumigaura, Prefectura de Ibaraki, Japón, alrededor de 1925.

Sparrowhawk I
También conocido como Mars II. Caza monoplaza terrestre. 30 construidos por Gloster, con otros 40 ensamblados en Japón por el Arsenal Técnico Aeronaval de Yokosuka.
Sparrowhawk II
También conocido como Mars III. Entrenador biplaza terrestre. 11 construidos.
Sparrowhawk III
También conocido como Mars IV. Caza monoplaza embarcado. Diez construidos.

## Operadores
Japón
- Armada Imperial Japonesa

## Especificaciones (Sparrowhawk III)
Referencia datos: The Complete Book of Fighters Gloster Aircraft since 1917

### Características generales
- Tripulación: Uno (piloto)
- Longitud: 6 m (19,7 ft)
- Envergadura: 8,5 m (27,9 ft)
- Altura: 3,2 m (10,5 ft)
- Superficie alar: 25 m² (269,1 ft²)
- Perfil alar: RAF 15[13]
- Peso vacío: 839 kg (1849,2 lb)
- Peso cargado: 982 kg (2164,3 lb)
- Planta motriz: 1× motor rotativo de 9 cilindros refrigerado por aire Bentley B.R.2.
  - Potencia: 170 kW (234 HP; 231 CV)
- Hélices: Bipala de paso fijo

### Rendimiento
- Velocidad máxima operativa (Vno): 201 km/h (125 MPH; 109 kt) a nivel del mar
- Alcance: 3 h[12]
- Techo de vuelo: 5200 m (17 060 ft) [12]
- Carga alar: 39,2 kg/m² (8 lb/ft²)
- Potencia/peso: 0,18 kW/kg (0,11 hp/lb)
- Tiempo a altitud: 25 min 30 s para 4600 m (15 000 pies)

### Armamento
- Ametralladoras: 

  - 2x Vickers de 7,7 mm frontal fija

## Aeronaves relacionadas

### Desarrollos relacionados
- Nieuport Nighthawk
- Gloster Nightjar
- Gloster Grouse